# 馬治林
馬治林·拉菲爾·法利亞斯·泰華拿斯（Magnum Rafael Farias Tavares，1982年3月24日—）一般称作馬治林，生于貝倫，巴西职业足球运动员，现效力于日本職業足球联赛球会名古屋鯨魚队。